# 잘로
잘로(이탈리아어: Giallo)는 이탈리아의 20세기 문학, 영화 장르이다. 프랑스의 판타지 소설, 범죄 소설 , 공포 소설, 에로 소설에 밀접하게 관련이 있다. 잘로는 이탈리아어로 노란색을 의미한다.

## 같이 보기
- 추리물
- 엑스플로이테이션 영화
- 익스트림 시네마
- 그랑기뇰
- 미스터리
- 미스터리 영화
- 뉴 할리우드
- 심리적 공포
- 펄프 매거진
- 슬래셔 영화
- 스플래터 영화
- 본격추리물